# 鞏馥洲
鞏馥洲（1965年1月—），男，陕西洋縣人，中国数学家。现任中國科學院數學與系統科學研究院应用数学所所长，研究员，博士生导师，曾任中國數學會概率統計分會常務理事和副秘書長，中国数学会第十届理事会副理事长，中国数学会钟家庆基金会执委会委员，全国青联留学人员联谊会基础科学委员会秘书长，《应用数学学报》英文版编委，中文版常务副主编，《Northeastern Mathematical Journal》（<东北数学>英文版）编委。

## 生平
巩馥洲是陝西省洋縣（屬漢中市所轄）洋州鎮鞏家槽人。1982年畢業于洋縣中學，上中學時知識面就廣，同學戲稱“鞏電子”。1986年畢業于西北大學，獲學士學位；1989年于西北大學獲碩士學位；1995年于中科院應用數學所獲博士學位；1989年至1995年在西北大學數學系任助教、講師；1995年7月至1997年6月在北京大學數學系做博士後工作；1997年7月至今在中科院應用數學所任助理研究員、副研究員、研究員。
1995年至1997年在北京大學從事博士後研究；1999年初至2001年初，受中國科學院公派並受德國馬克斯·普朗克學會及德國比勒費爾德大學資助在德國比勒費爾德大學數學系從事合作研究；1989年至1995年在西北大學任教；1997年至1999年任中國科學院應用數學研究所副研究員； 2000年至今任中國科學院數學與系統科學研究院創新基地副研究員。2003年荣获中国数学会第九届陈省身数学奖。2019年11月24日，在广东佛山希尔顿酒店召开的中国数学会第十三次全国会员代表大会上，选举产生了中国数学会第十三届正副理事长、秘书长、常务理事、理事和监事，其当选为副理事长。

## 学术贡献
巩馥洲研究員主要從事隨機分析等方面的研究，已在國內外重要學術期刊上發表論文十八篇。自上個世紀九十年代起研究Malliavin分析及環（loop）空間上的隨機分析學。率先證明了環空間上加權一階Sobolev空間的Poincare不等式，解決了L. Gross於1993年提出的猜想；證明了環空間上帶位勢項的Log-Sobolev不等式，其位勢項有簡潔的運算式且只依賴於底流形的Ricci曲率和熱核的Hessian；證明了Malliavin分析的結果可以在Ito空間和抽象Wiener空間之間相互轉化。此三項研究成果獲得了國際上許多資深概率學者的高度評價。還給出了判別流形爲緊的新准則，解決了E. L. Bueler提出的猜測；建立了狄氏型的泛函不等式與其半群的一致可積性及緊性的等價關係，並利用弱型的泛函不等式估計了本質譜的下界。
代表性的工作是解决了Loop空间上Spectral gap存在性这一公开问题，证明了Loop空间上的Log-Sobolev不等式及Ito空间上Malliavin分析的拟不变性。

## 相關
- 随机分析